# クリス・タンガリーディス
クリス・タンガリーディス (Chris Tsangarides 1956年8月17日 - 2018年1月6日)はイギリスの音楽プロデューサー、レコーディング・エンジニア。

## キャリア
1975年にロンドンのモーガン・スタジオで、ジューダス・プリーストの『運命の翼』(Sad Wings of Destiny)のアシスタント・エンジニアとしてそのキャリアをスタートした。

1978年にはゲイリー・ムーアの『バック・オン・ザ・ストリーツ』で初めてメイン・プロデューサーとして仕事をする。
ガリガリとエッジの効いたハードなギターサウンドの録音に長け、1980年代から現在まで数多くのヘヴィメタル、ハードロックアーティストに携わり、ジューダス・プリースト、アンヴィル、ゲイリー・ムーア、シン・リジィ、ハロウィンなど、幅広いアーティストの作品に参加した。

ヘヴィメタル以外のアーティストではデペッシュ・モード、トム・ジョーンズなどを手掛けている。

よりナチュラルなギター音を得られることで世界中のプロデューサーに支持されているVORTEX ミキシング・システムの開発者でもある。

1991年には、約14年ぶりにジューダスを手掛け、『ペインキラー』(Painkiller )でグラミー賞にノミネートされた。 
1987年よりANTHEMの作品を多く担当し、『BOUND TO BREAK』（1987年）、『GYPSY WAYS』（1988年）、『HUNTING TIME』（1989年）、『DOMESTIC BOOTY』（1992年）の4枚でプロデューサー兼エンジニアとして、『OVERLOAD』（2002年）、『ETERNAL WARRIOR』（2004年）、『IMMORTAL』（2006年）、『BLACK EMPIRE』（2008年）、『ENGRAVED』（2017年）の5枚でミキシング・エンジニアとして参加している。
1990年代中盤以降もイングヴェイ・マルムスティーンの作品を多く担当し、『マグナム・オーパス (Magnum Opus)』(1995年)、『インスピレーション (Inspiration)』(1996年)、『フェイシング・ジ・アニマル (Facing The Animal)』(1997年)、『エレクトリックギターとオーケストラのための協奏組曲 変ホ短調 (Concerto Suite for Electric Guitar and Orchestra in E flat minor LIVE with the New Japan Philharmonic)』(1998年)、『アルケミー (Alchemy)』(1999年)などにプロデュース、エンジニアリングで参加している。
2006年、生まれ故郷のホワイト・クリフに、32チャンネルTLA VTCデスクを備えた自らのスタジオThe Ecology roomsを建設。
2007年6月、ブラック・サバスのトニー・アイオミの娘トニ・メリー・アイオミ、ジューダス・プリーストのイアン・ヒルの息子アレックス・ヒルが中心となって結成したイギリスのバンドLunarMileをプロデュース。
2009年に公開された、カナダのヘヴィメタル・バンドアンヴィルを題材としたドキュメンタリー映画『アンヴィル! 夢を諦めきれない男たち』（原題：Anvil! The Story of Anvil）に本人として出演。
最近では、コミュニティFMRadio Tircoedの番組『ロックショーLIVE!』で自身のキャリアについてインタビューに答え、2009年9月6日からロックショーのウェブサイトでポッドキャストとしてリリースされた。
2018年1月6日、肺炎と心不全の為、死去。61歳没。

## 主な担当アーティスト
- アングラ
- ANTHEM
- アンヴィル
- バロン・ロッホ
- Biomechanical
- Comsat Angels
- Concrete Blonde
- デペッシュ・モード
- ブルース・ディッキンソン
- エクソダス
- Fear of God
- ハロウィン
- ゲイリー・ムーア
- イアン・ギラン
- グライダー
- ジャパン
- ジューダス・プリースト
- キリング・ジョーク
- キング・ダイアモンド
- LOUDNESS
- ママズ・ボーイズ
- Matt Mays
- マウンテン
- New Model Army
- オーヴァーキル
- イングヴェイ・マルムスティーン
- Rock Goddess
- Briar Rose
- Savage Messiah
- シン・ヘチョル - クリスは申の曲を盗作したという疑惑が存在する
- Spit Like This
- ストローブス
- The Tragically Hip
- シン・リジィ
- TNT
- タイガース・オブ・パンタン
- Y&T
- The Prime Movers
- トム・ジョーンズ